# Punxsutawney
Punxsutawney ist ein Borough in Jefferson County im US-Bundesstaat Pennsylvania. Das U.S. Census Bureau hat bei der Volkszählung 2020 eine Einwohnerzahl von 5.769 ermittelt. 

## Geschichte
Die erste Besiedlung durch Weiße fand um 1790 auf dem Gebiet einer verlassenen Siedlung amerikanischer Ureinwohner statt. 
Der Name Punxsutawney ist eine Anlehnung an die Bezeichnung Punkwsutènay, was in der Unami-Sprache der Lenni Lenape so viel bedeutet wie „Mückenstadt“.

## Murmeltiertag
Jährlich am 2. Februar wird hier der Murmeltiertag (Groundhog Day) gefeiert, an dem ein Waldmurmeltier den Fortgang des Winters prophezeien soll. Der Legende nach bleibt es in der Region noch mindestens sechs Wochen harter Winter, wenn das Murmeltier namens Phil bei seinem ersten Ausblick aus seinem Bau seinen eigenen Schatten sieht. Sieht es seinen Schatten nicht, beginnt der Frühling. Dieser Brauch ist mit dem Siebenschläfertag vergleichbar.
Jedes Jahr zieht dieses Ereignis tausende Besucher in die Kleinstadt, die dabei sein wollen, wenn Phil durch Stockschläge auf die Behausung geweckt und aus seinem Bau gezwungen wird. Die seit 1887 festgehaltenen Vorhersagen stimmten bisher in 39 % der Jahre mit der Wirklichkeit überein.

## Verfilmung
Punxsutawney und der Murmeltiertag wurden 1993 durch den Kinofilm Und täglich grüßt das Murmeltier international bekannt. Der Film wurde in Woodstock, Illinois gedreht.

## Söhne und Töchter der Stadt
- David Barclay (1823–1889), Politiker
- George A. Jenks (1836–1908), Jurist und Politiker
- Britt Baker (* 1991), Wrestlerin[2][3]